# May Robson
May Robson (Moama, Ausztrália, 1858. április 19. – Beverly Hills, Kalifornia, 1942. október 20.) ausztrál származású amerikai színésznő. 
Karrierjét a színpadon indította, de később a némafilmekre és hangosfilmekre is áttért, általában a ház úrnőjét vagy idős hölgyet alakítva. Leghíresebb szerepe a Lady egy napra, amivel Oscar-díjra is jelölték.

## Élete
Mary Jeanette Robison néven született 1858-ban Ausztráliában. Édesapja hajóskapitány, egészségügyi okok miatt nyugdíjba ment Ausztráliában, és 1860-ban elhunyt. Édesanyja magával vitte négy gyermekét Londonba, ahol Robson Sacred Heart zárdába járt. Később is kolostorokban tanult Brüsszelben és Párizsban, amikot tizenhatévesen megszökött első férjével, Charles Livingston Goréval. Először Texasban laktak, majd New Yorkba költöztek, ahol Gore 1884-ben váratlanul elhunyt, Robson pedig egyedül maradt a három gyermekével. Robson porcelánt festett, étlapokat készített és festést tanított. Két gyermekét elvesztette betegségben, egy gyermeke, Edward később menedzselte édesanyja karrierjét. Robson kipróbálta magát a színészet terén, és 1883-ban debütált a Brooklyn Grand Opera House-ban, ahol hibásan írták le a nevét, de Robson innentől kezdve azt használta a Robison helyett. 
Robson karrierje elején több színházi vállalatnál alkalmazták, mint az A.M. Palmer vállalat a Madison Square Színháznál, Daniel Frohman's vállalat a Lyceum Színháznál és Charles Frohman's az Empire Színháznál. 1889-ben Robson második házasságát kötötte Augustus Homer Brownnal, ezután megalapította saját cégét. Első nagyobb szerepét 1904-ben alakította a színpadon, mint I. Erzsébet angol királynő a Dorothy Vernon of Haddon Hall című színdarabban, ezt követte a Cousin Billy 1905-ben, majd a Rejuvenation of Aunt Mary 1907-ben, amit egy évtizedig előadott a turnékon. 1911-ben Robson megírta első forgatókönyvét Charles T. Dazey közreműködésében Three Lights (vagy A Night Out) címmel, de a színmű megbukott, Robson pedig többet nem írt.
1914-től Robson némafilmekben bukkant fel, második férje halála után 1920-ban pedig jobban koncentrált filmkarrierjére. 1927-ben filmadaptációt készített a színpadon is sikeres The Rejuvenation of Aunt Maryből, az 1930-as és 40-es években pedig karakterszerepeket vállalt, főként az öreg segítőkész asszonyt vagy a vezető szerepben lévő úrnőt. Legismertebb alakítása Apple Annie, Frank Capra Lady egy napra című produkciójában, amivel Oscar-díjra is jelölték. Hasonló közreműködései a Párducbébi Cary Granttel és Katharine Hepburnnel, valamint a Vacsora nyolckor. Robson élete végéig aktív maradt, utolsó filmszerepe a Joan of Paris volt 1942-ben.

## Filmográfia

### Színpadi szerepei
| Év        | Cím                                                      | Szerep          | Színház                                                                                                  |
| --------- | -------------------------------------------------------- | --------------- | --- |
| 1888–?    | Partners                                                 | Alice Bellair   | Madison Square Theatre                                                                                   |
| 1893–?    | The Younger Son                                          | ?               | Empire Theatre                                                                                           |
| 1894–1895 | The Fatal Card                                           | ?               | Palmer's Theatre                                                                                         |
| 1895–?    | Bunbury                                                  | Miss Prism      | Empire Theatre                                                                                           |
| 1895      | The Luck of Roaring Camp                                 | Baby            | Empire Theatre                                                                                           |
| 1897–?    | Never Again                                              | ?               | Garrick Theatre                                                                                          |
| 1899      | Make Way for the Ladies                                  | ?               | Hoyt's Theatre                                                                                           |
| 1899      | Lord and Lady Algy                                       | ?               | Empire Theatre (1899. február 14. – május ?) Knickerbocker Theatre (1899. október 16. − október ?)       |
| 1900      | Self and Lady                                            | ?               | Hoyt's Theatre                                                                                           |
| 1900–01   | Lady Huntworth's Experiment                              | ?               | Daly's Theatre                                                                                           |
| 1901      | Are You a Mason?                                         | ?               | Wallack's Theatre                                                                                        |
| 1901–02   | The Messenger Boy                                        | Mrs. Bang       | Daly's Theatre                                                                                           |
| 1902–03   | The Billionaire                                          | Mrs. Peppercorn | Daly's Theatre (1902. december 29. – 1903. március 28.) Grand Opera House (1903. április 6. – április ?) |
| 1903–04   | Dorothy Vernon of Haddon Hall                            | ?               | New York Theatre (1903. december 14. – 1904. január ?) Lyric Theatre (1904. január 4. – január ?)        |
| 1904–05   | It Happened in Nordland                                  | Aline hercegnő  | Lew M. Fields Theatre                                                                                    |
| 1905      | Cousin Billy                                             | ?               | Criterion Theatre                                                                                        |
| 1906      | The Little Father of the Wilderness/The Mountain Climber | ?               | Criterion Theatre                                                                                        |
| 1906      | The Mountain Climber                                     | ?               | Criterion Theatre                                                                                        |
| 1907      | The Rejuvenation of Aunt Mary                            | ?               | Garden Theatre (1907. november 12. – ?) Hoyt's Theatre (Dec 16, 1907. december 16. – december ?)         |
| 1911      | The Three Lights                                         | ? (író is)      | Bijou Theatre                                                                                            |
| 1926      | The Two Orphans                                          | La Frochard     | Cosmopolitan Theatre                                                                                     |

### Némafilmek
| Év   | Cím                                                 | Szerep                                      |
| ---- | --------------------------------------------------- | ------------------------------------------- |
| 1908 | A Night Out; or, He Couldn't Go Home in the Morning | ? (rövidfilm)                               |
| 1916 | A Night Out                                         | Grammum                                     |
| 1920 | Sátánkarmok (Dr Jekyll and Mr Hyde)                 | prostituált a klinikán (nincs a stáblistán) |
| 1926 | Pals in Paradise                                    | Esther Lezinsky                             |
| 1927 | Rubber Tires                                        | Mrs. Stack                                  |
| 1927 | Királyok királya (King of Kings)                    | Gestas édesanyja                            |
| 1927 | The Rejuvenation of Aunt Mary                       | Mary Watkins néni                           |
| 1927 | Broadway angyala (The Angel of Broadway)            | Nagy Bertha                                 |
| 1927 | A Harp in Hock                                      | Mrs. Banks                                  |
| 1927 | Turkish Delight                                     | Tsakran                                     |
| 1927 | Chicago                                             | Mrs. Morton                                 |
| 1928 | Dunakeringő (The Blue Danube)                       | ?                                           |

### Hangos filmek
| Év   | Cím                                                 | Szerep                     | Magyar hangja |
| ---- | --------------------------------------------------- | -------------------------- | ------------- |
| 1931 | The She-Wolf                                        | Harriet Breen              |               |
| 1932 | Utolsó lépés (Letty Lynton)                         | Mrs. Lynton, Letty anyja   | n.a           |
| 1932 | A vörös hajú asszony (Red-Headed Woman)             | Jane néni                  | n.a           |
| 1932 | The Engineer's Daughter; or, Iron Minnie's Revenge  | özvegy James               | (rövidfilm)   |
| 1932 | Strange Interlude                                   | Mrs. Evans                 |               |
| 1932 | Little Orphan Annie                                 | Mrs. Stewart               |               |
| 1932 | Ha volna egy millióm (If I Had a Million)           | Mrs. Mary Walker           | n.a           |
| 1933 | Men Must Fight                                      | Maman Seward               |               |
| 1933 | Fehér apáca (The White Sister)                      | rendfőnökasszony           | n.a           |
| 1933 | Reunion in Vienna                                   | Lucher asszony             |               |
| 1933 | Vacsora nyolckor (Dinner at Eight)                  | Mrs. Wendel                | n.a           |
| 1933 | One Man's Journey                                   | Sarah                      |               |
| 1933 | Beauty for Sale                                     | Mrs. Merrick               |               |
| 1933 | Broadway to Hollywood                               | színésznő                  |               |
| 1933 | Lady egy napra (Lady for a Day)                     | Apple Annie                | Pásztor Erzsi |
| 1933 | The Solitaire Man                                   | Mrs. Vail                  |               |
| 1933 | Vágyak ritmusa (Dancing Lady)                       | Tod nagymamája             | n.a           |
| 1933 | Alice in Wonderland                                 | a Szívkirálynő             |               |
| 1934 | You Can't Buy Everything                            | Mrs. Hannah Bell           |               |
| 1934 | Straight is the Way                                 | Mrs. Horowitz              |               |
| 1934 | Lady by Choice                                      | Patricia Patterson         |               |
| 1934 | Mills of the Gods                                   | Mary Hastings              |               |
| 1935 | Grand Old Girl                                      | Laura Bayles               |               |
| 1935 | Vanessa, Her Love Story                             | Madame Judith Paris        |               |
| 1935 | Vigyázz, ha jön a szerelem (Reckless)               | nagymama                   | n.a           |
| 1935 | Strangers All                                       | Anna Carter                |               |
| 1935 | Szerelemhez alkalom kell (Age of Indiscretion)      | Emma Shaw                  | n.a           |
| 1935 | Anna Karenina                                       | Vronszkij grófnő           | Simor Erzsi   |
| 1935 | 3 Kids and a Queen                                  | Mary Jane "Queenie" Baxter |               |
| 1936 | Féltékenység (Wife vs. Secretary)                   | Mimi Stanhope              | n.a           |
| 1936 | The Captain's Kid                                   | Marcia Prentiss néni       |               |
| 1936 | Rainbow on the River                                | Mrs. Harriet Ainsworth     |               |
| 1937 | Woman in Distress                                   | Phoebe Tuttle              |               |
| 1937 | Csillag születik (A Star Is Born)                   | Lettie Blodgett nagymama   | n.a           |
| 1937 | Tökéletes gentleman (The Perfect Specimen)          | Mrs. Leona Wicks           | n.a           |
| 1938 | Tom Sawyer kalandjai (The Adventures of Tom Sawyer) | Polly néni                 | n.a           |
| 1938 | Párducbébi (Bringing Up Baby)                       | Elizabeth néni             | Győri Ilona   |
| 1938 | Négy lány (Four Daughters)                          | Etta néni                  | n.a           |
| 1938 | The Texans                                          | Granna                     |               |
| 1939 | Az üldözött (They Made Me a Criminal)               | nagymama                   | n.a           |
| 1939 | Víkendfeleség (Yes, My Darling Daughter)            | Whitman nagyi              | n.a           |
| 1939 | The Kid from Kokomo                                 | Maggie/Manell              |               |
| 1939 | Az ördöngös fruska (Daughters Courageous)           | Penny, a házvezetőnő       | n.a           |
| 1939 | Nurse Edith Cavell                                  | Madame Rappard             |               |
| 1939 | That's Right – You're Wrong                         | nagymama                   |               |
| 1939 | Modern szimfónia (Four Wives)                       | Etta néni                  | n.a           |
| 1940 | Granny Get Your Gun                                 | Minerva Hatton             |               |
| 1940 | Irene                                               | O'Dare nagyi               |               |
| 1940 | Texas Rangers Ride Again                            | Cecilia Dangerfield        |               |
| 1941 | Four Mothers                                        | Etta néni                  |               |
| 1941 | Million Dollar Baby                                 | Cornelia Wheelwright       |               |
| 1941 | Playmates                                           | Kyser nagyi                |               |
| 1942 | Joan of Paris                                       | Madamoiselle Rosay         |               |

## Díjak és jelölések
- 1934: Oscar-díj a legjobb női főszereplőnek (jelölés) – Lady egy napra